# Psychotria toviana
Psychotria toviana är en måreväxtart som beskrevs av Forest Buffen Harkness Brown. Psychotria toviana ingår i släktet Psychotria och familjen måreväxter. Inga underarter finns listade i Catalogue of Life.